# 169
Glej tudi: število 169
169 (CLXIX) je bilo navadno leto, ki se je po julijanskem koledarju začelo na soboto.

## Dogodki
- 1. januar

## Smrti
- Lucij Ver,  16. cesar Rimskega cesarstva, skupaj z Markom Avrelijem (* 130)